# 拉麵工坊
拉麵工坊（英語：Fueled by Ramen LLC）是一間美國搖滾音樂唱片公司，隸屬於華納音樂集團旗下的大西洋唱片。該廠牌由約翰·賈尼克和維尼爾·費奧雷洛在佛羅里達州蓋恩斯維爾創建，目前總部設在纽约。

## 外部連結
- 官方网站